# التعليم العالي في تشيبا
جامعة تشيبا (باليابانية: 千葉大 – Chiba Daigaku)  عرفت بـ كونها جامعة حكومية ترتكز بمدينة تشيبا باليابان. تصبوا إلى منح شهادات الدكتوراه في التعليم على نحو أساس بشراكة مع جامعة طوكيو جاكوغي وجامعة سايتاما وكذلك جامعة يوكوهاما الحكومية.

## نبذة
أنشئت جامعة تشيبا عام 1949، وازدهرت مع الجهات التعليمية الأخرى القائمة في محافظة تشيبا، وبين ليلة وضحاها استفتحت بتدشين الجامعة الطبية لتشيبا 1923- 1960، وصنفت لكونها القسم التحضيري لجامعة طوكيو للطب البشري وطب الأسنان، كما شملت على كلية تشيبا العادية 1951-1872، والكلية الثانوية بوليتكنك (متعددة التقنيات) 1951-1914، تاليا كلية تشيبا الثانوية لعلم البستنة. واعيد ترميم جامعة تشيبا عام 2010  طبقا لقانون مؤسسة الجامعة الحكومية. وارتقت جامعة تشيبا من بين 168ألف جامعة على مستوى آسيا بإزدهار نماء بتصنيفها ضمن أفضل 100 جامعة حسب تصنيف (مجلة تايمز للتعليم العالي)، بموجز هيئة شيباداي (千葉大).
توسعت جامعة تشيبا حاليا بتأمين 9 كليات، ومكتبة تخدم الجامعة، ومستشفى للجامعة، كذلك انطوت على مرافق تعليمية وبحثية. بفتح أبوابها لـ 11,179 طالب لمرحلة البكالوريوس فذاع صيتها لكونها واحدة من أكبر الجامعات باليابان. وأما كلية الدراسات العليا فأستقطبت 2354 طالب لـ 4 برامج للماجستير، و 1220 طالب لـ 9 برامج دكتوراه.
وامتدت إلى 4 أحرام جامعية في بقاع مختلفة شملت على نيشي شيبا، وإنوهانا، وماتسودو، وكاشيوانوها بموقع مثالي التابع لمحافظة تشيبا. لذا انتشرت كالنار في الهشيم بكونها منطقة اشتهرت بأنجازاتها الصناعية والفكرية والدولية. فحازت جامعة تشيبا أيضا على درجة عالية من المشاركة تضم مشاريع البحوث التعاونية الدولية، ضمت جامعة تشيبا راهنا مجموعة كبيرة من الباحثين الدوليين وطلابها. واعتبارا من عام 2009، كان هناك حوالي 477 باحثا دوليا و 957 طالب دولي.

## الكليات والمعاهد العليا

### الكليات

#### خطاب
تبدي كلية الآداب دورات في مجالات اللغات الوطنية والدولية والأدب والتاريخ وعلم النفس والأنثروبولوجيا بمجالات حديثة تختص للدراسات بأرتباطها بثقافات وعلم المعلومات واللغويات النظرية.

#### التعليم
تعود كلية التربية إلى عام 1872، بإنشاءها للنظام التعليمي الحديث باليابان، ولها تاريخ عريق بالجامعة.

#### القانون والسياسة والاقتصاد
عرفت كلية الحقوق والسياسة والاقتصاد بنيلها على تميز فريد بين كليات جامعة تشيبا سواء أكانت بإجراء البحوث أم التعليم في العلوم الاجتماعية. تفرعت الكلية من 4 تخصصات رئيسية تندرج تحت مسميات تخصص القانون والاقتصاد والإدارة والمحاسبة والدراسة السياسية بشتى أنواعها. وسيكتسب الطلاب المسجلين بتخصص واحد بدورات مساهمة من تخصصات أخرى لمواكبة تطوير مفاهيم تشمل تخصصات متعددة لمختلف الظواهر الاجتماعية المطروحة.

#### العلوم
تندرج تحت مسمى كلية العلوم خمسة أقسام فعلية شملت على التعليم والبحث. توفر على مجموعة متنوعة تفرعت على نحو كلي لدورات تمهيدية للمبتدئين، عبر مواضيع مثرية بتنوع  التخصصات، ورائدة بتطبيقاتها للمتعلمين المتمكنين. وتساعد الكلية الطلاب إلى الارتقاء في السلم التعلمي بأن يكونوا علماء وخبراء أو أي من المقدرات، والمجتمعات الملحية.

#### الطب
يرجع تاريخ الكلية الصحية بجامعة تشيبا لعام 1874، عندما أنشئت كمستشفى خاصة من خلال التبرعات لمختلف شرائح المجتمع المحلي. بعام 1876 أمست مؤسسة لمرافق التعليم الطبي للمحافظة ولقبت بـ مستشفى تشيبا العام. في عام 1923 أصبحت كلية الطب لتشيبا، وتم دمجها في جامعة تشيبا عام 1949. وقد ساهم خريجوا الكلية بشكل كبير لمواكبة تقدم الطب باليابان.

#### العلوم الصيدلانية
كما تأسست العلوم الصيدلانية بكونها قسم في كلية الطب الثانوية الأولى عام 1890، وتعتبر من أقدم كليات الصيدلة بين الجامعات الوطنية اليابانية، إذ ساهمت الكلية بشكل مهوول على تطوير علوم الصيدلة في اليابان من خلال التعليم، كما تتكون الكلية من قسمين:
أولا: قسم الصيدلة (ببرنامج تعليمي مكثف يتراوح إلى 6 سنوات).
ثانيا: قسم العلوم الصيدلية (برنامج تعليمي لمدة 4 سنوات).
وخريجي/ات قسم الصيدلة مؤهلون للمباشرة لإجراء الامتحان الوطني للحصول على رخصة الصيدلة.

#### التمريض
وتقدم كلية التمريض برنامج يفضي لنيل باكلوريوس في علوم التمريض. كما توفر الكلية أيضا خيار RN-BSN للممرضين الحاصلين على درجة مساعد أو دبلوم في التمريض. وعند تخطي العقبات بنجاح من الدورات المطلوبة، يكون الخريجي/ات مؤهلين لإجراء امتحان الترخيص الوطني للممرضين والممرضات لكل من الصحة العامة أو القابلات.

#### الهندسة
تعددت كلية الهندسة من عشرة أقسام: الهندسة المعمارية، وأنظمة البيئة الحضرية، والتصميم، والهندسة الميكانيكية، وهندسة النظم الطبية، والهندسة الكهربائية والإلكترونية، وعلم النانو، والكيمياء التطبيقية والتكنولوجيا الحيوية، وعلوم الصور، والنظم المعلومات صبرا جميلا لمعظم أعضاء هيئة التدريس بالكلية ومسئوليتهم الكاملة المتعلقة في البحث والتعليم لبرنامج الماجستير لمدة عامين وبرامج الدكتوراه لمدة ثلاث سنوات في كلية الدراسات العليا للهندسة.

#### البستنة
تقع كلية البستنة للدراسات العليا في أعلى قمة لهضبة ذو منظر خلاب بمدينة ماتسودو، وساهمت أكاديميا ودوليا بشكل كبير في علم البستنة والبيئة، منذ تأسيسها عام 1909. وتعتبر الكلية الفريدة بعلم البستنة لكلية الدراسات العليا في الجامعات اليابانية.
وتضفي كلية الدراسات العليا في البستنة التعليم والأبحاث وتنطوي على جميع نواحي البستنة والأغذية والمناظر الطبيعية مع تعدد التخصصات النظرية والدولية. لتحقيق مرادها، ولا تندرج برامج التدريس والبحث في كلية الدراسات العليا للبستنة من العلوم الطبيعية فحسب، بل تشمل كذلك على العلوم الاجتماعية والإنسانية، على سبيل الثال: كـ الزراعة وتربية النباتات والتكنولوجيا الحيوية للموارد الحيوية وتصميم المناظر الطبيعية والهندسة وصحة الإنسان ورعايته والعلوم البيئية للمدن المستدامة والحفاظ على الطبيعة، ودراسات النظام الغذائي، واقتصاديات البيئة والتنمية.
مجالات البحث المقدمة من كلية الدراسات العليا للبستنة، ما يلي:
علوم المصادر الحيوية:
- إنتاج وتربية النباتات البستانية.
- العلوم البيئية للإنتاج الحيوي.
- الكيمياء البيولوجية التطبيقية.

علم البيئة وهندسة المناظر الطبيعية:
- هندسة المناظر الطبيعية.
- علوم المناظر الطبيعية.
- علوم البيئة وصحة الإنسان.

اقتصاد الأغذية والموارد
- تحليل نظام الغذاء.
- الموارد والاقتصاد البيئي.

### الكليات العليا
- العلوم الإنسانية والاجتماعية
- تعليم
- التمريض
- العلوم الاجتماعية والإنسانية
- العلوم والتكنولوجيا
- طب
- العلوم الصيدلانية
- العلوم الطبية والصيدلانية
- كلية الحقوق.

## الخريجيون المتميزين
- آي أوكي، سياسي (تعليم)
- نوبويوشي أراكي، مصور (تكنولوجيا التصوير والطباعة، 1963)
- Masanobu Endō ، مصمم ألعاب فيديو (هندسة)
- كاتسوتشي هوندا، صحفي (علوم صيدلانية)
- جونيشيرو إيتو، مدير قسم إعادة التأهيل النفسي، المعهد الوطني للصحة العقلية
- توميساكو كاواساكي، طبيب أطفال، سمي مرض كاواساكي باسمه
- تاكو كيشيموتو، كاتب سيناريو الأنمي
- ناوشي ميزوتا، مؤلف لعبة فيديو (القانون والاقتصاد)
- كايوكو أوكوبو، كوميدي (رسائل)
- نوريهيسا تامورا، سياسي (وزير الصحة والعمل والرفاهية)
- تاكاشي ياناس، رسام كاريكاتير (هندسة)

## روابط خارجية
- جامعة تشيبا